# Barun-Chemčikskij kožuun
Il Barun-Chemčikskij kožuun (in russo Барун-Хемчикский кожуун?; in tuvano: Барыын-Хемчик кожуун, Baryyn-Chemčik kožuun) è un distretto della Repubblica di Tuva, nella Siberia Orientale. Occupa una superficie di 6 259,66 chilometri quadrati, è suddiviso in 9 sumon, ospita una popolazione di circa 12 178 abitanti e ha come capoluogo il villaggio di Kyzyl-Mažalyk.
Il più importante fiume che attraversa il distretto è il Chemčik.